# Ajou
Ajou est une ancienne commune française, située dans le département de l'Eure en région Normandie, devenue le 1er janvier 2016 une commune déléguée au sein de la commune nouvelle de Mesnil-en-Ouche.

## Géographie

### Localisation
Village du pays d'Ouche.
| Le Noyer-en-Ouche                        | Le Noyer-en-Ouche                                                     |                                   |
| Thevray (comm. nouv. du Mesnil-en-Ouche) | Ajou                                                                  | La Houssaye La Ferrière-sur-Risle |
| Thevray (comm. nouv. du Mesnil-en-Ouche) | Bosc-Renoult-en-Ouche (comm. nouv. du Mesnil-en-Ouche), Champignolles | Champignolles                     |

## Toponymie
Le nom de la localité est attesté sous la forme Ajou en 1160, en 1181 et 1189 ; Asjou en 1515.
Pour Albert Dauzat et Charles Rostaing, il s'agit de l'ancien français ajou « ajonc ».
François de Beaurepaire y voit un dérivé avec le suffixe gallo-roman -avum, d'origine gauloise -avo, qui a donné la terminaison -ou, notamment à l'ouest. On retrouve ce suffixe dans Aclou, autre commune de l'Eure. Le radical Aj- est d'origine indéterminée.
L'explication de A. Dauzat et Ch. Rostaing se basent sur le mot ajou « ajonc » qui est attesté seulement au XIIIe siècle et est donné comme une variante d’ajonc, latinisé en adjotum, il explique les Adjots, or, Ajou est mentionné Ajou dès le XIIe siècle. En outre, le mot ajonc se dit jeyon, jion, jô, joue dans les différents dialectes de l'ouest, aussi devrait-on avoir des formes anciennes du type *la Joe *la Joue, d'où *l'ajou, mais nulle trace de l'article. En outre, aucune forme ancienne ne témoigne d'un type *Adjot-. Le français ajou ou ajonc > ajou, au singulier, sans article ni suffixe est difficilement envisageable. De plus, on trouve en Normandie et dans le Maine, un tout autre mot désignant l'ajonc : hédin, edin, qui remonte, d'après Michel Lejeune et Léon Fleuriot, à un gaulois *actinos (même origine que le vieux breton ethin « ajonc »)

## Histoire
La commune d'Ajou a absorbé, entre 1795 et 1800, les trois paroisses Saint-Ouen (Mancelles), Saint-Aubin (Saint-Aubin-sur-Risle) et Saint-Jacques (de la Barre).
La commune est bombardée le 17 août 1944.

## Politique et administration
| Période                                  | Période  | Identité             | Étiquette | Qualité     |
| ---------------------------------------- | -------- | -------------------- | --------- | ----------- |
| Les données manquantes sont à compléter. |          |                      |           |             |
| 2001                                     | En cours | Jean-Jacques Prevost | DVD       | Agriculteur |

## Démographie
L'évolution du nombre d'habitants est connue à travers les recensements de la population effectués dans la commune depuis 1793. À partir du 1er janvier 2009, les populations légales des communes sont publiées annuellement dans le cadre d'un recensement qui repose désormais sur une collecte d'information annuelle, concernant successivement tous les territoires communaux au cours d'une période de cinq ans. 
Pour les communes de moins de 10 000 habitants, une enquête de recensement portant sur toute la population est réalisée tous les cinq ans, les populations légales des années intermédiaires étant quant à elles estimées par interpolation ou extrapolation. Pour la commune, le premier recensement exhaustif entrant dans le cadre du nouveau dispositif a été réalisé en 2008,.
En 2013, la commune comptait 255 habitants, en évolution de +4,51 % par rapport à 2008 (Eure : +2,66 %, France hors Mayotte : +2,49 %).
| 1793 | 1800 | 1806 | 1821 | 1831 | 1836 | 1841 | 1846 | 1851 |
| ---- | ---- | ---- | ---- | ---- | ---- | ---- | ---- | ---- |
| 135  | 603  | 641  | 632  | 560  | 521  | 501  | 503  | 472  |

| 1856 | 1861 | 1866 | 1872 | 1876 | 1881 | 1886 | 1891 | 1896 |
| ---- | ---- | ---- | ---- | ---- | ---- | ---- | ---- | ---- |
| 393  | 391  | 374  | 344  | 340  | 303  | 287  | 264  | 261  |

| 1901 | 1906 | 1911 | 1921 | 1926 | 1931 | 1936 | 1946 | 1954 |
| ---- | ---- | ---- | ---- | ---- | ---- | ---- | ---- | ---- |
| 249  | 257  | 235  | 200  | 191  | 185  | 181  | 202  | 168  |

| 1962 | 1968 | 1975 | 1982 | 1990 | 1999 | 2008 | 2013 | - |
| ---- | ---- | ---- | ---- | ---- | ---- | ---- | ---- | - |
| 193  | 182  | 182  | 242  | 220  | 217  | 244  | 255  | - |

## Lieux et monuments
- Le manoir de Saint-Aubin[16]
- L'église Notre-Dame d'Ajou[17]
- L'église Saint-Côme ou Saint-Côme-et-Saint-Damien (Mancelles)[18]
- L'église Saint-Aubin (Saint-Aubin-sur-Risle)  Inscrit MH (1955)[19]

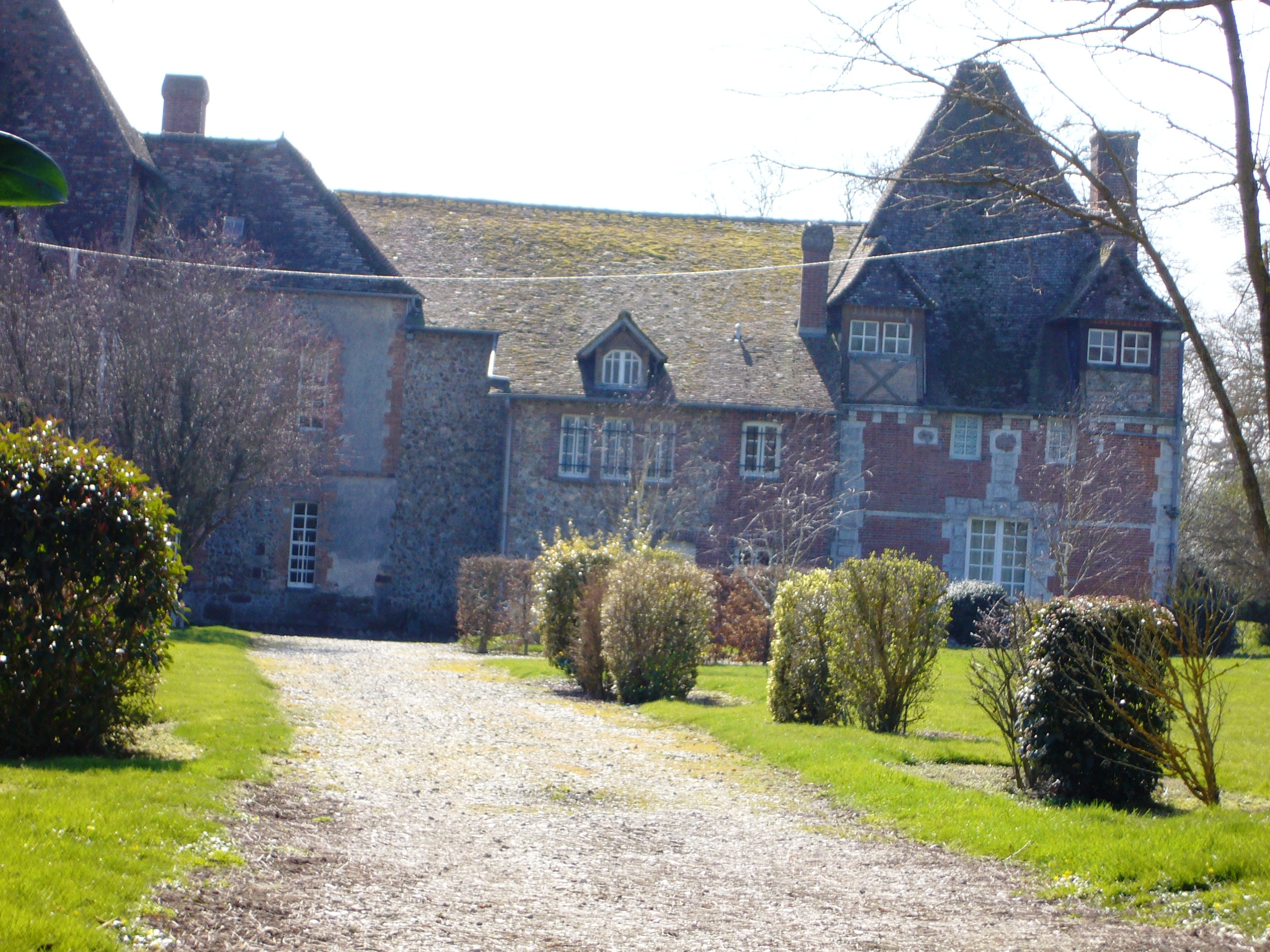
Le manoir.
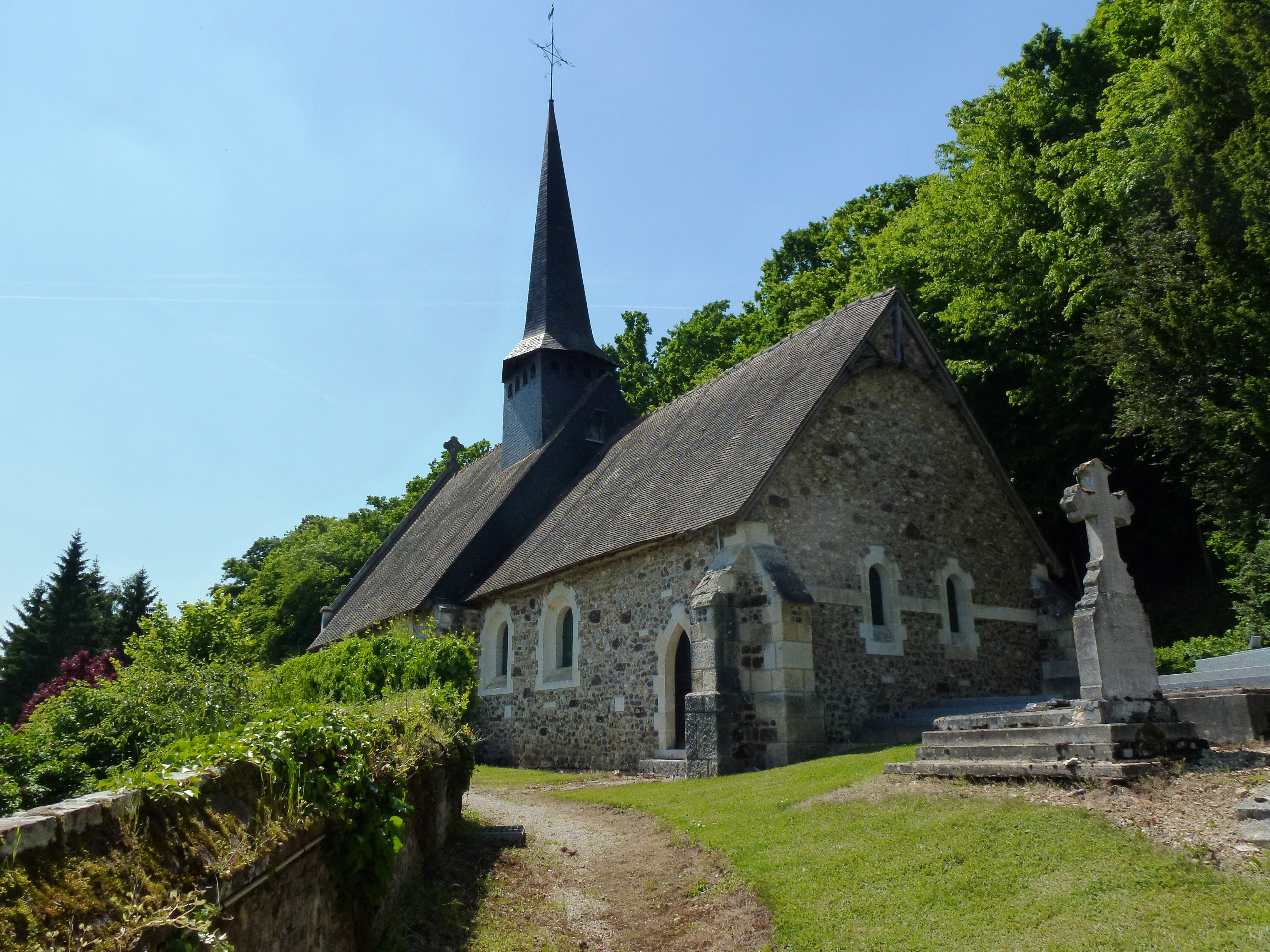
L'église Notre-Dame.
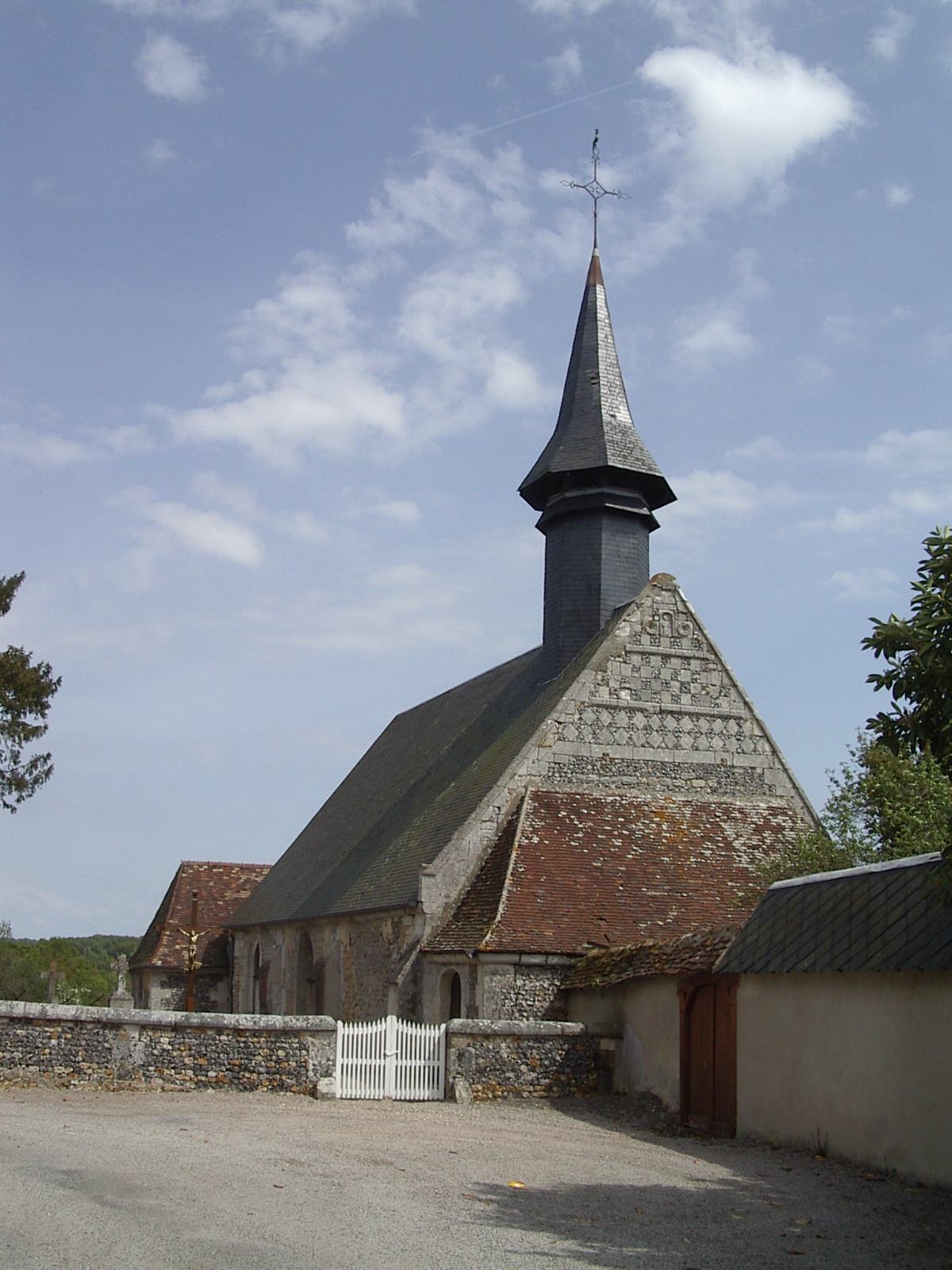
L'église Saint-Côme.
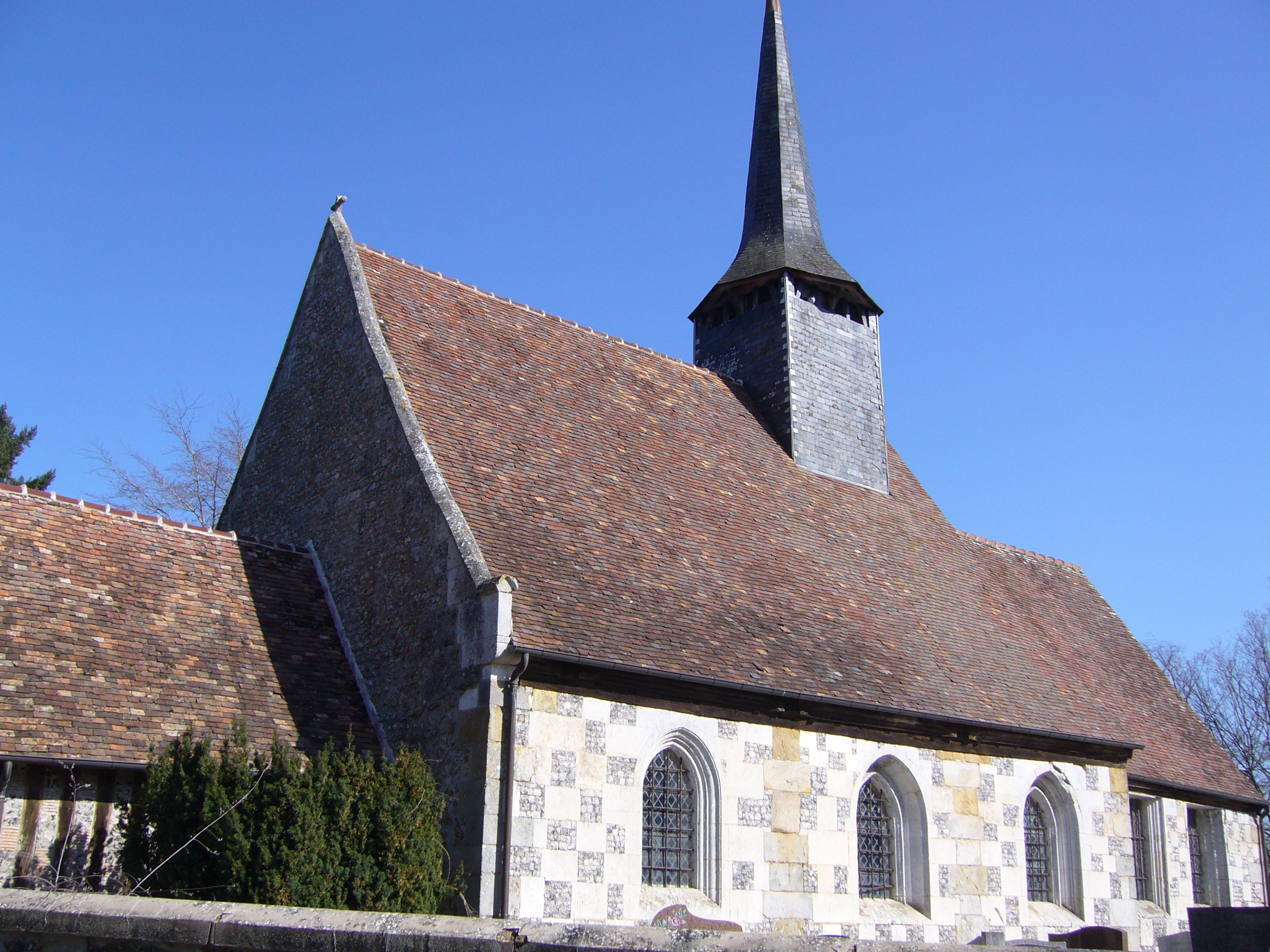
L'église Saint-Aubin.

## Personnalités liées à la commune
- Olivier Frezel (1020 Ajou - ? East Lothian), ancêtre du clan Fraser en Écosse et de Lord Lovat qui débarqua en Normandie en 1942 (Dieppe) et 1944 (Sword Beach)
- Jean-Robert Bréant (1775-1850), chimiste, grand commissaire des Monnaies, y est né[20].